# Nordin Jackers
Nordin Jackers (Veldwezelt, 5 september 1997) is een Belgisch voetballer die als doelman speelt. Hij stroomde in 2016 door vanuit de jeugd van KRC Genk naar de eerste ploeg van de club. Sinds het seizoen 2022/23 speelde Jackers voor Oud-Heverlee Leuven, sinds 2024/25 speelt hij voor Club Brugge. 

## Clubcarrière

### KRC Genk
Jackers is afkomstig uit de jeugd van KRC Genk. In de voorbereiding van het seizoen 2015/16 werd hij definitief bij de A-kern gehaald. Het seizoen erop werd hij tweede doelman na Marco Bizot. Op 9 december 2016 debuteerde de doelman in de groepsfase van de UEFA Europa League tegen US Sassuolo. Genk won de wedstrijd op Italiaanse bodem met 0-2. In juni 2018 verlengde Jackers zijn contract bij Genk tot 2021.

### Waasland-Beveren
Toen duidelijk werd dat niet hij maar Gaëtan Coucke in doel zou staan bij Genk na de zware blessure van Danny Vukovic, werd Jackers voor één seizoen uitgeleend aan Waasland-Beveren. Na zijn seizoen op uitleenbasis, waarin Jackers een onbetwiste titularis was, werd hij definitief aangetrokken door Waasland-Beveren. In het seizoen 2020/21 degradeerde Jackers met de club naar de Eerste klasse B. In deze tweede afdeling speelde hij een uitstekend seizoen en was hij daarnaast aanvoerder van het elftal.

### OH Leuven
Voor aanvang van het seizoen 2022/23 maakte eersteklasser Oud-Heverlee Leuven bekend dat het Jackers had overgenomen van Beveren. Hij ondertekende er een driejarig contract tot de zomer van 2025.

## Clubstatistieken
| Seizoen         | Club               | Land            | Competitie      | Competitie | Competitie | Beker | Beker | Supercup | Supercup | Europees | Europees | Totaal | Totaal |
| Seizoen         | Club               | Land            | Competitie      | Wed.       | Dlp.       | Wed.  | Dlp.  | Wed.     | Dlp.     | Wed.     | Dlp.     | Wed.   | Dlp.   |
| --------------- | ------------------ | --------------- | --------------- | ---------- | ---------- | ----- | ----- | -------- | -------- | -------- | -------- | ------ | ------ |
| 2013/14         | KRC Genk           | Vlag van België | Eerste klasse A | 0          | 0          | 0     | 0     | 0        | 0        | 0        | 0        | 0      | 0      |
| 2014/15         | KRC Genk           | Vlag van België | Eerste klasse A | 0          | 0          | 0     | 0     | —        | —        | —        | —        | 0      | 0      |
| 2015/16         | KRC Genk           | Vlag van België | Eerste klasse A | 0          | 0          | 0     | 0     | —        | —        | —        | —        | 0      | 0      |
| 2016/17         | KRC Genk           | Vlag van België | Eerste klasse A | 4          | 0          | 0     | 0     | —        | —        | 1        | 0        | 5      | 0      |
| 2017/18         | KRC Genk           | Vlag van België | Eerste klasse A | 2          | 0          | 0     | 0     | —        | —        | —        | —        | 2      | 0      |
| 2018/19         | KRC Genk           | Vlag van België | Eerste klasse A | 3          | 0          | 1     | 0     | —        | —        | 3        | 0        | 7      | 0      |
| 2019/20         | → Waasland-Beveren | Vlag van België | Eerste klasse A | 16         | 0          | 0     | 0     | —        | —        | —        | —        | 16     | 0      |
| 2020/21         | Waasland-Beveren   | Vlag van België | Eerste klasse A | 30         | 0          | 1     | 0     | —        | —        | —        | —        | 31     | 0      |
| 2021/22         | Waasland-Beveren   | Vlag van België | Eerste klasse B | 26         | 0          | 1     | 0     | —        | —        | —        | —        | 27     | 0      |
| 2022/23         | OH Leuven          | Vlag van België | Eerste klasse A | 0          | 0          | 0     | 0     | —        | —        | —        | —        | 0      | 0      |
| 2023/24         | → Club Brugge      | Vlag van België | Eerste klasse A | 7          | 0          | 1     | 0     | —        | —        | 3        | 0        | 11     | 0      |
| Carrière totaal | Carrière totaal    | Carrière totaal | Carrière totaal | 88         | 0          | 4     | 0     | 0        | 0        | 7        | 0        | 99     | 0      |

## Interlandcarrière
Als jeugdinternational speelde hij voor verschillende jeugdelftallen van het Belgisch voetbalelftal. Sinds 2017 kwam Jackers uit voor de U21 van het Belgisch voetbalelftal. Met deze lichting plaatste hij zich voor het EK voetbal onder 21 dat in juni 2019 in Italië en San Marino plaatsvond. Op dit EK stond Jackers in de eerste groepswedstrijd tegen Polen in de basis. Hij geraakte met België echter niet voorbij de groepsfase.
| Nationale ploeg | wedstrijden | Goals |
| --------------- | ----------- | ----- |
| België —16      | 3           | 0     |
| België —17      | 5           | 0     |
| België —18      | 1           | 0     |
| België —19      | 13          | 0     |
| België —21      | 12          | 0     |
| Totaal          | 34          | 0     |

## Palmares
| Competitie         |          |          |          |          |
| Competitie         | Aantal   | Jaren    |          |          |
| KRC Genk           | KRC Genk | KRC Genk | KRC Genk | KRC Genk |
| ------------------ | -------- | -------- | -------- | -------- |
| Belgisch kampioen  | 1x       | 2018/19  |          |          |
| Belgische Supercup | 1x       | 2019     |          |          |
| Club Brugge        |          |          |          |          |
| Belgisch kampioen  | 1x       | 2023/24  |          |          |
| Beker van België   | 1x       | 2024/25  |          |          |
| Belgische Supercup | 1x       | 2025     |          |          |